# Al-Amerat
al-Amerat (arabsky العامرات‎ al-ʿĀmarāt‎ ) je ománský vilájet (provincie) situovaný na severu země v guvernorátu Maskat. Počet obyvatel dosahoval při sčítání lidu v roce 2003 čísla 40 868. Mezi nejobydlenější obce se řadí al-Amerat, al-Hadžer, Džalout, Vádí al-Méh, Vádí al-Sirén a Nahda. V západní části vilájetu se nachází řetězec hor. V minulosti byl vilájet známý jako al-Fatah nebo al-Mutahadamat, ale jiná doba s sebou časem přinesla vhodnější název.
Al-Amerat nabízí škálu turisticky atraktivních památek a archeologických nalezišť – olověné doly, lomy, přírodní rezervaci Vádí Sirén, přes osm desítek mešit a přes šest desítek zavlažovacích systémů (takzvané afladže či faladže), které jsou obklopeny velkým množství datlových palem a mangovníků.
Zdrojem obživy pro obyvatelstvo je zemědělství a chov koz. Pro ekonomiku vilájetu je podstatná těžba nerostných surovin a dřeva.